# 春野百合子
春野 百合子（はるの ゆりこ）は、浪曲の名跡。

## 初代
春野 百合子（1900年6月20日 - 1946年3月26日）本名、森八重。
福岡県博多の生まれ、父は祭文語りの東三光で、幼少の頃から父の英才教育を受ける。
9歳で都花子の名で浪曲の道に入る。15歳で単独で大阪へ出て、春野百合子と改名し中川伊勢吉の元で鍛え上げられた。2代目広沢虎吉の女流団「成美会」の一員で活躍。同一団の冨士月子と共に関西浪曲界の女流看板として活躍した。東京でも人気を博し有楽座、国技館で独演会を開催し好事家による後援会も発足した。人気を美貌と美声で舞台に華を咲かせた。戦時中は四国に疎開、戦後も軍、工場慰問などで活動したが1946年に死去。
得意演目は「金毘羅利生記」「五郎正宗」「義士伝」など。
2代目吉田奈良丸とは公然的な内縁の関係で、実の子に2代目百合子、春野百合若（廃業）がいる。

## 2代目
春野 百合子（1927年3月18日 - 2016年10月25日） 本名、佐伯昌。
大阪府生まれ。日出高等女学校卒業、昭和女子薬学専門学校中退。2代目吉田奈良丸と初代春野百合子を両親に持ち、女流浪曲の第一人者、また関西浪曲界の最高峰として長く活躍する。
幼少期から母が経営する玉造東雲町自宅横にあった寄席小屋「春野館」に通っていた。後両親が離婚。また浪曲にも興味が薄れる。
その後東京で薬学の専門学校に通う（本当は女子大の国文科に進みたかったが、勤労動員があり理科に進むことにした）。1945年2月の下町大空襲で下谷の自宅が焼けて、母とともに死国の丸亀に疎開するが、1ヵ月後に母校が焼ける。
1946年には母が疎開先で死去。母の死後、父に預けられる。1946年に父が経営していた劇場「岸和田劇場」が南海地震で倒壊し多くの死者を出したことで、父の事業も落ち目になり学費がなくなったため、浪曲師になる事を決意。薬学学校の学年はあと1学年分が残るだけだったが、未練があった学業を断念し、中退となる。1948年に父・2代目奈良丸に入門、稽古を奈良丸の弟子の吉田奈良千代の夫・和田峰太郎の元に通う。なお、父はすでに引退していた。
5ヵ月後に中座で襲名。「女殺油地獄」「樽屋おせん」などの近松門左衛門や、井原西鶴原作からの新作をものにして、「文芸浪曲」の先駆者となった。繊細で情緒豊かな世話物を得意とする。十八番は「西鶴五人女」シリーズ。
1967年（昭和42年）、「樽屋おせん」で大阪府文化祭賞受賞。1969年（昭和44年）、「暗闇の丑松」で文化庁芸術祭優秀賞。1993年（平成5年）、「女殺し油地獄」「高田馬場」で芸術選奨文部大臣賞。1994年（平成6年）、紫綬褒章を受章した。
曲師の大林静子とは48年間コンビを組んだ。大林の死去により引退を考えたが、若手曲師の一風亭初月を相三味線とする新コンビで舞台に復帰する。浪曲親友協会の元会長でもあり、多数の門人を指導した。
門下生に春野美恵子・春野富美代・春野ココ・春野一・春野恵子らがいる。歌手の中村美律子も春野に師事した。
2016年10月25日、89歳で老衰のため逝去。

### 受賞歴
- 1967年：大阪府文化祭賞
- 1969年：文化庁芸術祭優秀賞
- 1985年：大阪府知事表彰
- 1993年：芸術選奨文部大臣賞
- 1994年：紫綬褒章
- 1999年：芸団協芸能功労者表彰
- 1999年：勲四等宝冠章[5]